# Сидоренко, Александр Петрович
Александр Петрович Сидоренко (1905, Липовецкий район — 25 июня 1977, Киев) — украинский советский журналист, ответственный редактор газет «Колхозное село» и «Советская Украина», редактор журнала «Хлебороб Украины». Кандидат в члены ЦК КП(б)У в сентябре 1952 — феврале 1960. Депутат Верховного Совета УССР 3-4-го созывов.

## Биография
Родился в крестьянской семье. Трудовую деятельность начал рабочим Трощинского свеклосовхоза Винницкой области. В 1930 году окончил советскую партийную школу.
Член ВКП (б) с 1930 года.
С начала 1930-х годов находился на журналистской работе. В 1930—1941 годах — пропагандист Жмеринского районного комитета КП(б)У, редактор Липовецкой районной газеты Винницкой области, ответственный редактор газеты Юго-Западной железной дороги. В 1939—1942 годах — собственный и военный корреспондент газеты «Коммунист».
Во время Великой Отечественной войны работал фронтовым корреспондентом газеты «Коммунист» (затем — «Советская Украина»), заведующим отделом газеты Юго-Западного фронта. В 1943 году был редактором правительственной радиостанции для партизан и населения временно оккупированной Украины «Днепр».
С сентября 1943 по 1946 года — ответственный редактор полтавской областной газеты «Заря Полтавщины».
До 1949 года — ответственный редактор газеты ЦК КП(б)У «Советский крестьянин». В 1949—1956 годах — ответственный редактор газеты ЦК КП(б)У «Колхозное село».
В феврале 1956—1958 годах — ответственный редактор газеты «Советская Украина».
С 1958 до 1962 года — ответственный редактор газеты «Колхозное село».
В 1963—1976 годах — главный редактор республиканского журнала «Хлебороб Украины».
С 1976 года — персональный пенсионер союзного значения в городе Киеве.
Умер на 73-м году жизни 25 июня 1977 года. Похоронен на Байковом кладбище (северная часть участка № 33).

## Награды
- орден Трудового Красного Знамени
- три ордена «Знак Почета» (23.07.1945, 23.01.1948,)
- медали
- Почетная грамота Президиума Верховного Совета Украинской ССР